# Seria 50.000
50.000 este o serie de locomotive folosite pentru tractarea trenurilor de marfă.